# Kelardacht

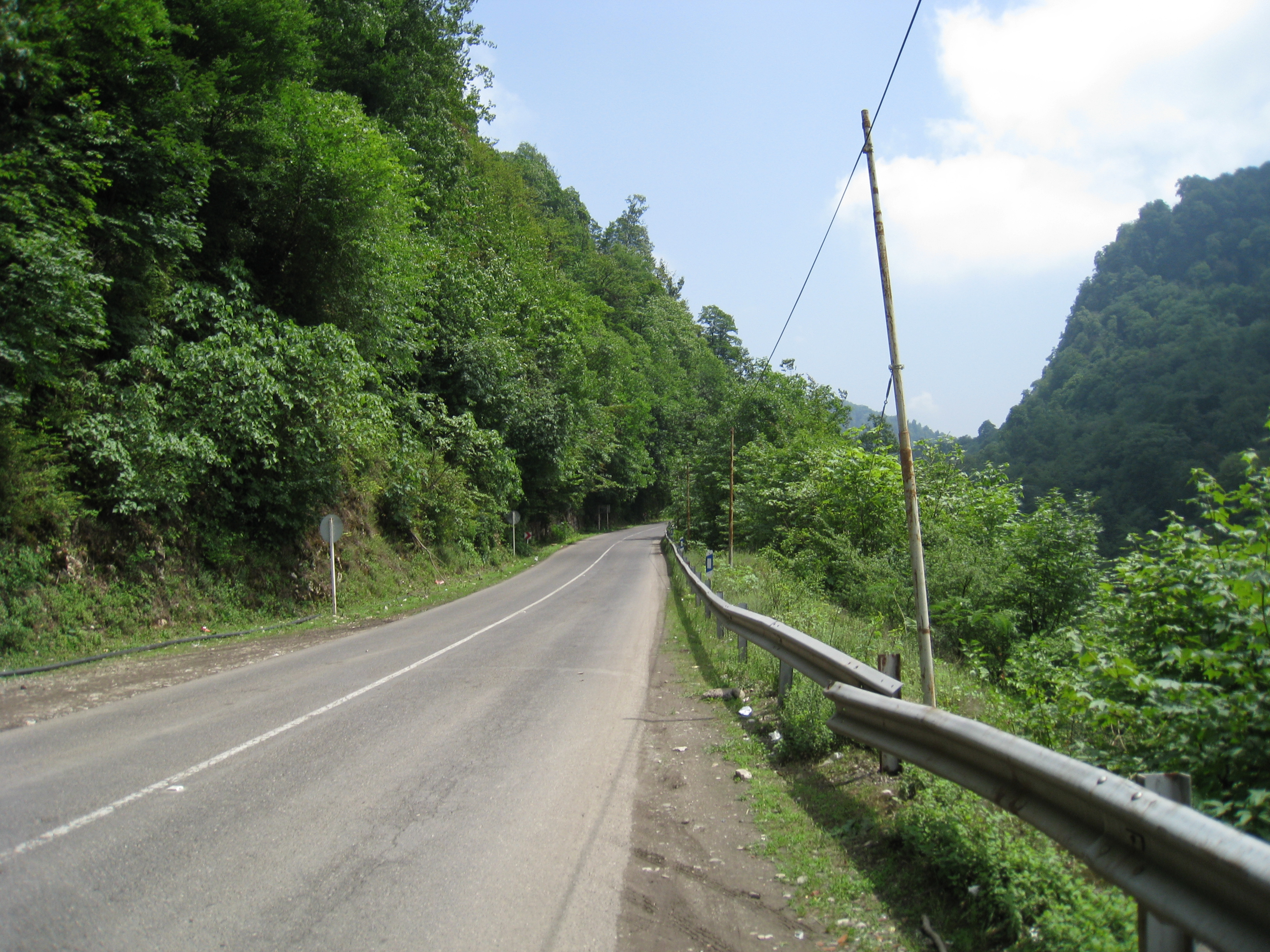
Route de Kelardasht à Abbasabad.

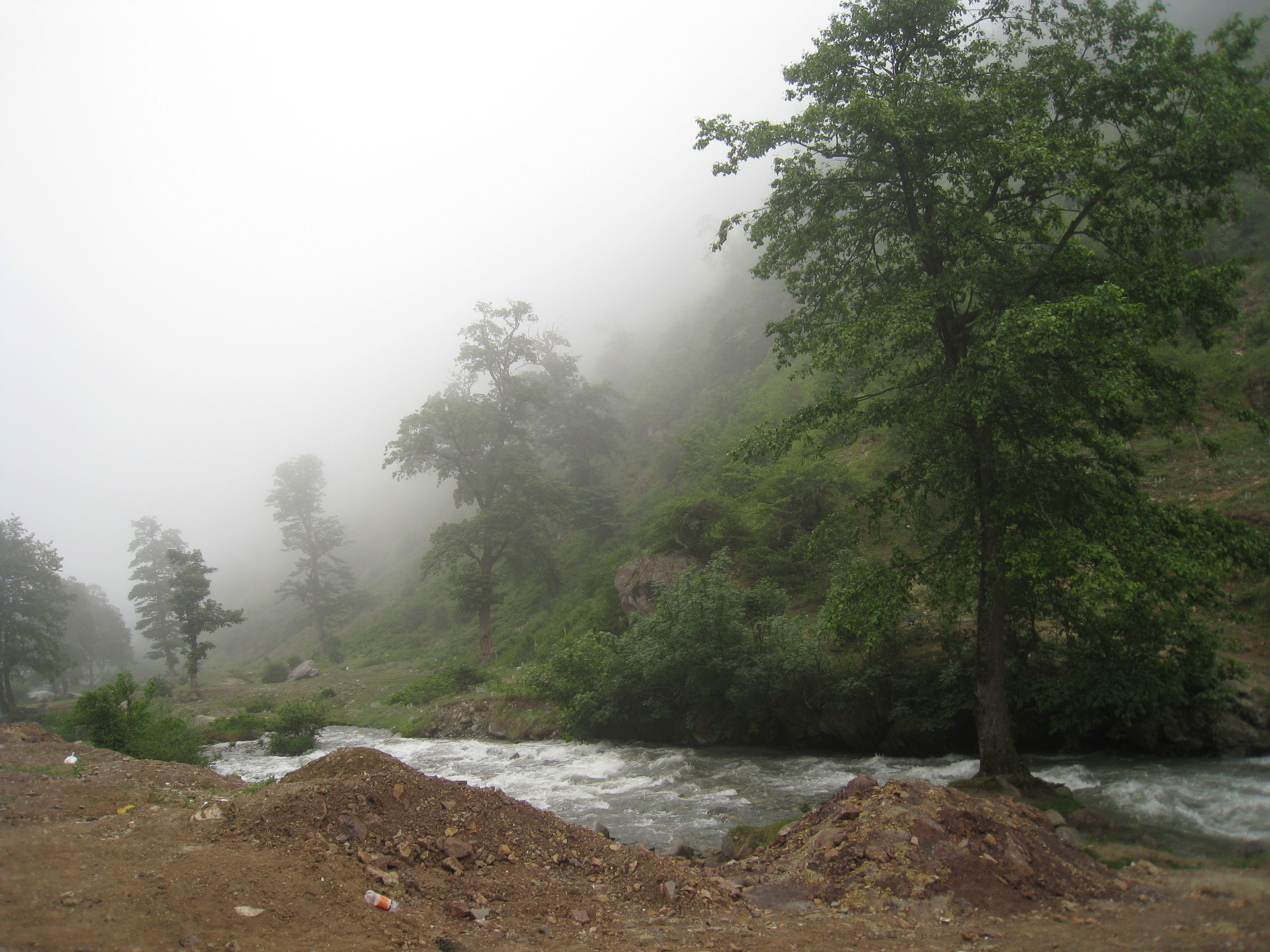
Autour de Kelardasht.

Kelardacht (ou Kelardasht ; en persan : كلاردشت / Kelârdašt, également romanisé en Kalārdasht) est une ville et la capitale du district de Kelardacht, dans le comté de Chalus, Province de Mazandaran, en Iran. Lors du recensement de 2006, sa population était 11,921 personnes, dans 3 361 familles.
La ville est composée de 5 districts (Hasankif, Lahoo, Kordichal, Valbal et Mejel). Hasankif a été le quartier des affaires pendant de nombreuses années et est actuellement aussi le centre politique.
À l'origine une zone agricole, la ville a vu, au cours des dernières années, une grande partie de ses terres être transformées en petits terrains utiles à la construction de nombreuses villas, occupées généralement l'été par des visiteurs cherchant à échapper à la chaleur de Téhéran, lesquels utilisent également des localités plus au sud que Kelardacht.
Ses attractions sont constituées essentiellement de sa beauté naturelle, y compris la montagne Alamkooh (le deuxième plus haut sommet de l'Iran, 4 850 m), la route Abbasabad, le lac Valasht et son climat plus frais. Mais le pique-nique et l'escalade des montagnes dans les environs de Rud-Barak sont aussi très prisés, de même que dans la luxuriante forêt Abbasabad, à proximité.
La majorité des habitants de Kelardacht parlent le guilaki, mais on trouve aussi quelques migrants qui parlent Kurde.